# Survival of the fittest

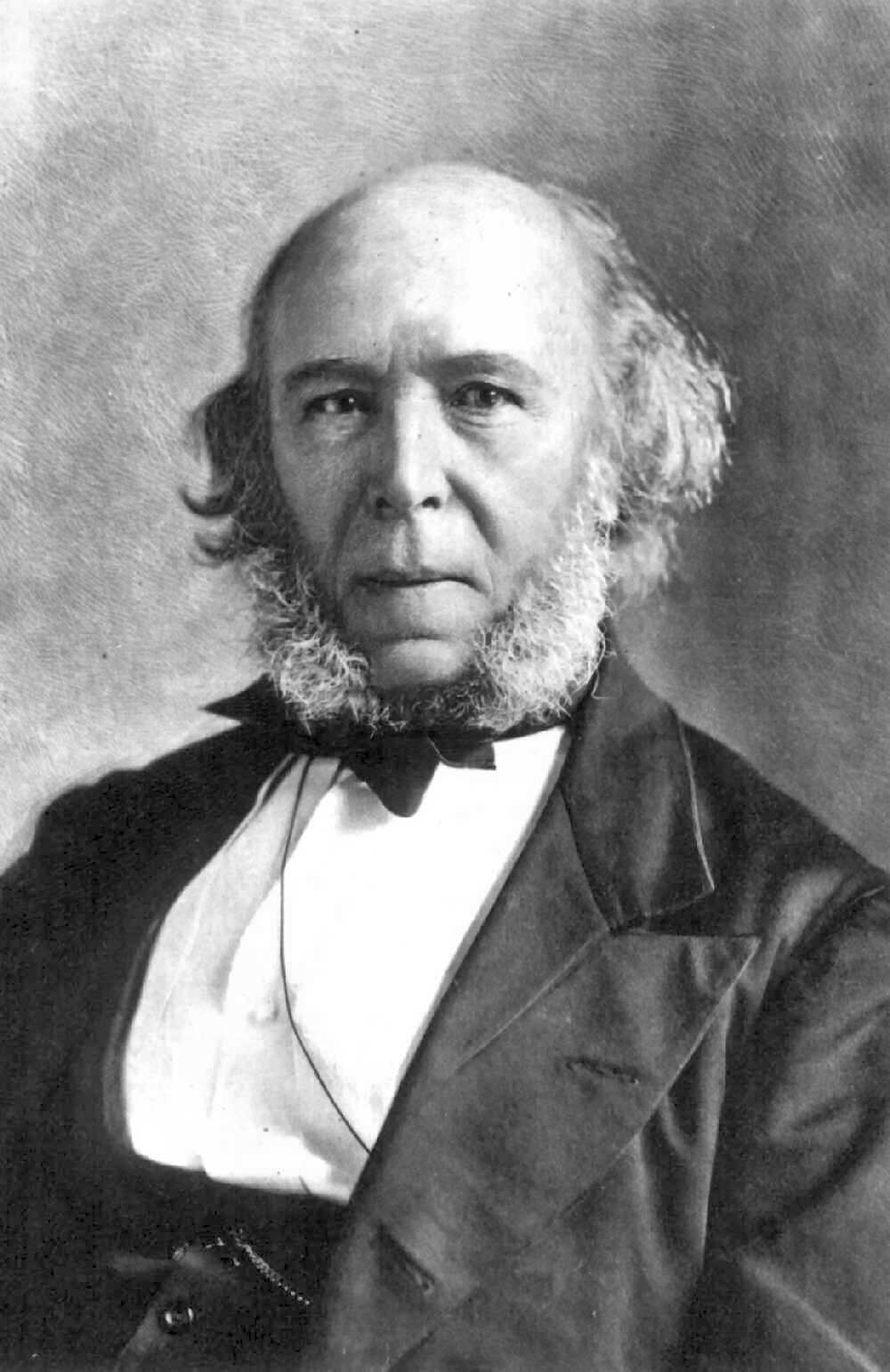
Herbert Spencer, bedenker van de term survival of the fittest

Survival of the fittest is de door Herbert Spencer bedachte aanduiding voor de natuurlijke selectie die binnen een populatie optreedt door het overleven van het nageslacht van de best aangepaste.
Herbert Spencer bedacht de term na het lezen van Charles Darwins On the Origin of Species. In zijn boek The Principles of Biology uit 1864 gebruikte Spencer de term voor het eerst en legde hij parallellen tussen Darwins biologische theorieën en zijn eigen economische theorieën. Spencer stelde dat als de overheid niet zou ingrijpen de bekwaamste (rijkste) mensen uiteindelijk zouden overblijven en er een superbeschaving zou ontstaan waaruit de zwakkere groepen geëlimineerd zouden zijn.
In de vijfde editie van De oorsprong der soorten uit 1869 nam Darwin in enkele passages survival of the fittest op als synoniem voor zijn eigen term natuurlijke selectie. In Spencers formulering zag hij het voordeel dat ze, anders dan 'natuurlijke selectie', geen suggestie van een selecterend iets of iemand bevatte.
De term survival of the fittest wordt tegenwoordig gebruikt voor vrijwel iedere situatie waarin enige analogie is met evolutie en selectie. Veel biologen gebruiken daarom deze term niet meer en spreken enkel van natuurlijke selectie.
Survival of the fittest wordt vaak verward met het recht van de sterkste. Een organisme hoeft echter niet de sterkste te zijn om betere overlevingskansen te hebben dan anderen. Beter vluchtgedrag, betere camouflage of meer intelligentie kunnen soms de overlevingskansen vergroten en ervoor zorgen dat een organisme the fittest is. Een organisme met eigenschappen die een efficiëntere en effectievere omgang mogelijk maken met de uitdagingen vanuit de omgeving, zal als regel een grotere overlevingskans hebben en dientengevolge – en daar komt het uiteindelijk op aan – een grotere voortplantingskans hebben. Want als zulke individuen meer kopieën van hun erfelijke aanleg in volgende generaties achterlaten, zullen de aanlegfactoren van de eigenschappen met de beste fit op den duur de minder goed passende eigenschappen verdringen. Zo is het betere uiteindelijk de vijand van het goede (aanpassing).
De natuurlijke selectie is dus de uitkomst van concurrentie tussen aanlegvarianten binnen populaties. Een verkeerde opvatting van het begrip concurrentie heeft tot de misvatting geleid, dat de sterkste ook betekent het organisme met het grootste competitieve vermogen, dat is het vermogen om een ander actief te verdringen, uit te sluiten of te overheersen. In tegenstelling tot competitie, kan concurrentie plaatsvinden zonder dat de concurrerende organismen elkaar ooit lijfelijk ontmoeten of te lijf gaan. Het heeft ook geleid tot de misplaatste veronderstelling dat het ontstaan van onzelfzuchtigheid en altruïstisch gedrag niet met het gangbare evolutiemodel verklaard kan worden. Er zijn echter twee theorieën die dit verklaren, namelijk de theorie van de verwantenselectie of kin selection en die van de wederzijdse dienstbaarheid of reciprocal altruism.
Verschillende bewegingen, berucht voorbeeld zijn de nazi's, hebben het idee van survival of the fittest gebruikt als argument om hun imperialistische aspiraties te verdedigen en beargumenteerd dat de sterkste het morele recht heeft te doen wat hij wil met de zwakkere met de motivatie dat het nu eenmaal zo werkt in de natuur.